# Професионален празник
Професионалният празник е ден, в който празнуват хората от определена или близки професии.
Най-често професионалният празник е свързан с християнството и се празнува денят на патрона на работещите в определена професия.
Различни международни организации обявяват международни дни на професията, които понякога съвпадат и с традиционните български професионални празници.

## Календар на българските професионални празници
| - 8 - Бабинден - акушери, гинеколози - 13 - кинодейци - 16 - растителнозащитници - 21 – ден на астрономията - 25 - геодезисти - 26 - митничари - 29 - работещи в местата за лишаване от свобода, затворите       | - 1 - Трифон Зарезан - лозари - 9 - Ден на стоматолога - 10 - пчелари, градинари, овощари - 14 - археолози | - 23 - метеоролози |
| - 4 - психолози - 7 - медици - 11 - зъболекари - 12 - ден на авиацията и космонавтиката, космонавтика - 16 - ден на Конституцията и юриста, съдебни служители - 18 - реставратори - 22 - еколози - 30 - лесовъди | - 6 - Гергьовден - животновъди (овчари, пастири), работещи в млечната промишленост, военни - 10 - химици - 11 - библиотекари - 17 - спортисти - 18 - музейни работници - 20 - метролози - 24 - Ден на българската просвета и култура и на славянската писменост - учители, учени, просветни дейци, културни дейци | - 11 - икономисти - 24 - Еньовден - аптекари, фармацевти |
| - 1 - билкари, народни лечители - 20 - пивовари - 27 - системни администратори | - 4 - железничари - 9 - военни моряци - 18 - миньори | - 14 - пожарникари - 30 - преводачи |
| - 1 - музиканти, застрахователи, архитекти - 4 - информатици - 10 - архивари - 18 - парашутисти, живописци, художници - 20 - ръководители на полети - 26 - строители, ковачи, техници, инженери, металурзи       | - 1 - учени - 4 - корабостроители - 8 - месари, колбасари, полицаи - 22 - адвокати | - 6 - Никулден - моряци, рибари, търговци, банкери - 8 - Студентски празник - 12 - текстилни работници - 14 - ветеринари - 22 - граничари - 26 - дърводелци |

## Подвижни празници
- Ден на енергетика (България) - предпоследната неделя на юни;
- Ден на машиностроителя (България) – втората неделя на октомври;
- Спасовден - хлебопроизводители, мелничари, сладкари, шофьори, строители, хотелиери, цветари;
- Тодоровден - коневъдите.